# Robot (Ki vagy, doki?)
A Robot a Ki vagy, doki? sorozat 12. évadának a nyitó története. A négyrészes történetet 1974. december 28. és 1975. január 18. között vetítették. Ebben a részben szerepel először Tom Baker mint a Doktor és Ian Marter mint Harry Sullivan.

## Történet
A Harmadik doktor regenerálódását követően, Lethbridge Stewart dandártábornokot újabb kínos ügy üti le:titkos katonai kódokat lopnak el és egy titkos fegyver tervrajzait és alkatrészeit szerzik meg érthetetlen módon. A nyomok Kettlewel professzorhoz és egy kutatóintézetbe vezetnek, ahol egy fantasztikus értelmiségiekből álló szervezet át akarná venni a föld kormányzását...

## Epizódok listája
| Epizód sorszáma | Bemutató napja     | Hossza | Nézők száma (millió) |
| --------------- | ------------------ | ------ | -------------------- |
| 1               | 1974. december 28. | 24:11  | 10,8                 |
| 2               | 1975. január 4.    | 25:00  | 10,7                 |
| 3               | 1975. január 11.   | 24:29  | 10,1                 |
| 4               | 1975. január 18.   | 24:29  | 9                    |

### Kapcsolódások más történetekkel
- A Bessie nem jelenik meg a The Five Doctors-ig.
- Benton őrmestert előléptették tiszthelyettesé.

## Utalások
- Terrance Dicks később azt jelentette ki hogy az ötlet a King Kong-ból származik.
- Sarah másik kitérő pattintása a James Bond-ból származik.

## Könyvkiadás
A könyv változatot Terrance Dicks írta melynek az volt a címe hogy Doctor Who and the Giant Robot (magyarul A Doktor és a Robot óriás). A könyvet a Target Books adta ki 1978 márciusában. Később 1992-ben újra kiadták Doctor Who - Robot címmel, a kiadás borítója megegyezett a VHS-es borítóval. A hangoskönyv változatát 2007. november 5-én adták ki, a könyvet Tom Baker olvassa fel.

## DVD és VHS kiadások
- A VHS-en 1992 januárjában adták ki.
- DVD-n Angliában 2007. június 4-én, Amerikában pedig 2007. augusztus 17-én adták ki.